# Лампарт, Ив
Ив Лампарт (нидерл. Yves Lampaert; ; род. 10 апреля 1991, Изегем, Бельгия) — бельгийский профессиональный шоссейный велогонщик, выступающий с 2015 года за команду «Deceuninck-Quick Step». Двукратный Чемпион мира в командной гонке на время. Чемпион Бельгии в индивидуальной и групповой гонках.

## Достижения
2012
- 1-й — Чемпион Бельгии U-23 в индивидуальной гонке
- 2-й — Париж — Рубе (юниорский)
- 7-й — Париж — Тур (юниорский)

2013
- 1-й — GP van de Stad Geel
- 5-й — Châteauroux Classic
- 9-й — Druivenkoers Overijse
- 10-й — Тур Фьордов

2014
- 1-й — The Dutch Food Valley Classic
- 4-й — Кюрне — Брюссель — Кюрне
- 5-й — Ronde van Drenthe
- 6-й — Ronde van Zeeland Seaports
- 9-й — Halle–Ingooigem

2015
- 1-й  — Три дня Западной Фландрии
  - 1-й  Очковая классификация
  - 1-й  Молодёжная классификация
  - 1-й  Классификация гонщиков из Западной Фландрии
  - 1-й на этапе 1
- 2-й  Чемпионат мира — Командная гонка
- 2-й — Чемпионат Бельгии в индивидуальной гонке
- 2-й — Стер ЗЛМ Тур
- 4-й — Ronde van Zeeland Seaports
- 5-й — Ле Самын
- 6-й — Париж — Тур
- 6-й — Париж — Рубе
- 9-й — Три дня Де-Панне
- 9-й — Тур Кёльна
- 10-й — London–Surrey Classic

2016
- 1-й  — Чемпионат мира — Командная гонка
- 7-й — Чемпионат мира — Индивидуальная гонка
- 2-й — Чемпионат Бельгии в индивидуальной гонке
- 5-й — Эшборн — Франкфурт
- 6-й — Чемпионат Европы — Индивидуальная гонка
- 9-й — Тур Бельгии

2017
- 1-й  — Чемпион Бельгии в индивидуальной гонке
- 1-й на этапе 2 — Вуэльта Испании
- 1-й — Дварс дор Фландерен
- 1-й — Gullegem Koerse
- 7-й — Париж — Тур

2018
- 1-й  Чемпионат мира — командная гонка
- 1-й  — Чемпион Бельгии в групповой гонке
- 1-й — Дварс дор Фландерен
- 2-й — Бенш — Шиме — Бенш
- 3-й Чемпионат Бельгии — Индивидуальная гонка
- 4-й Чемпионат Европы — Индивидуальная гонка
- 5-й Great War Remembrance Race

2019
- 1-й  — Тур Словакии
- 1-й на этапе 8 (ИГ) — Тур Швейцарии
- 2-й  Чемпионат Европы — Групповая гонка
- 3-й Чемпионат Бельгии — Индивидуальная гонка
- 3-й — Париж — Рубе
- 3-й — Тур Германии
- 5-й — Кюрне — Брюссель — Кюрне
- 7-й Чемпионат Европы — Индивидуальная гонка
- 7-й — Омлоп Хет Ниувсблад
- 8-й — Дварс дор Фландерен

2019
- 2-й — Омлоп Хет Ниувсблад

## Статистика выступления

### Чемпионаты
| Соревнование      | Соревнование   | 2013 | 2014 | 2015 | 2016 | 2017 | 2018 |
| ----------------- | -------------- | ---- | ---- | ---- | ---- | ---- | ---- |
| Чемпионат мира    | Индивидуальная | —    | —    | 31   | 7    | 23   | —    |
| Чемпионат мира    | Командная      | —    | 17   | 2    | 1    | 4    | 1    |
| Чемпионат Бельгии | Индивидуальная | 5    | —    | 2    | 2    | 1    | 3    |
| Чемпионат Бельгии | Групповая      | —    | 5    | —    | 13   | 8    | 1    |

### Гранд-туры
| Гонка           | 2016 | 2017 | 2018 | 2019 |
| --------------- | ---- | ---- | ---- | ---- |
| Джиро д'Италия  | —    | —    | —    | —    |
| Тур де Франс    | —    | —    | 80   | 133  |
| Вуэльта Испании | 113  | 136  | —    | —    |

#### Однодневки
| Монументальные          |      |      |      |      |      |      |      |
| Соревнование            | 2013 | 2014 | 2015 | 2016 | 2017 | 2018 | 2019 |
| Милан — Сан-Ремо        | —    | —    | —    | —    | —    | —    | 66   |
| Тур Фландрии            | —    | DNF  | 24   | —    | 36   | 29   | 17   |
| Париж — Рубе            | —    | 108  | 7    | —    | 82   | 28   |      |
| Льеж — Бастонь — Льеж   | —    | —    | —    | —    | —    | —    |      |
| Джиро ди Ломбардия      | —    | —    | —    | —    | —    | —    |      |
| Классические            |      |      |      |      |      |      |      |
| Соревнование            | 2013 | 2014 | 2015 | 2016 | 2017 | 2018 | 2019 |
| Омлоп Хет Ниувсблад     | —    | —    | —    | —    | 97   | 36   | 7    |
| Страде Бьянке           | —    | —    | —    | —    | —    | —    | 11   |
| Дварс дор Фландерен     | 37   | 27   | 17   | —    | 1    | 1    | 8    |
| E3 Харелбеке            | DNF  | 36   | 21   | —    | —    | 17   | 18   |
| Гент — Вевельгем        | —    | DNF  | —    | —    | 49   | 20   | 77   |
| Амстел Голд Рейс        | —    | —    | —    | —    | —    | —    |      |
| Флеш Валонь             | —    | —    | —    | —    | —    | —    |      |
| Классика Сан-Себастьяна | —    | —    | —    | —    | —    | —    |      |
| Париж — Тур             | —    | —    | 6    | —    | 7    | 73   |      |

| —  | Не участвовал  |
| НФ | Не финишировал |